# Mikko Huhtala
Mikko Kustaa Huhtala (* 30. März 1952 in Lapua) ist ein ehemaliger finnischer Ringer und Gewinner der Bronzemedaille bei den Olympischen Spielen 1980 in Moskau im griechisch-römischen Stil im Weltergewicht.

## Werdegang
Mikko Huhtala wuchs in Lapua auf und begann schon als siebenjähriger Junge beim dortigen Ringerverein „Virkia“ mit dem Ringen. Er entwickelte sich zu einem hervorragenden Ringer im griechisch-römischen Stil, was in erster Linie dem Trainer Eero Nikkari zu verdanken ist. Seinen ersten größeren Erfolg auf der internationalen Ringermatte heimste Mikko 1970 ein, als er in Huskvarna Vize-Junioren-Europameister in der Klasse bis 65 kg Körpergewicht wurde. In Finnland hatte Mikko zu Beginn der 1970er Jahre mit starker Konkurrenz zu kämpfen. Eero Tapio und Matti Laakso beherrschten in dieser Zeit das Leicht- bzw. Weltergewicht. Seine erste Medaille bei finnischen Meisterschaften gewann Mikko 1974 mit dem 2. Platz im Weltergewicht. Die erste finnische Meisterschaft errang er 1976 wieder im Weltergewicht.
1974 feierte Mikko Huhtala einen ersten Erfolg bei einer internationalen Meisterschaft bei den Senioren. In Rom wurde er „CISM“-Militär-Weltmeister im Weltergewicht. Im „CISM“-Sportverband waren alle Militärsportler der westlichen Staaten organisiert. Die erste Teilnahme an einer Europameisterschaft gab es für Mikko bei der Europameisterschaft 1976 in Leningrad, wo er einen guten 6. Platz belegte. Noch besser lief es für ihn bei den Olympischen Spielen des gleichen Jahres in Montreal. Mikko gewann hier drei Kämpfe und verpasste mit dem 4. Platz nur knapp eine Medaille, wobei er im entscheidenden Kampf um diese Medaille gegen Karl-Heinz Helbing aus Mainz verlor.
In den Jahren von 1977 bis 1979 war Mikko Huhtala regelmäßig bei den Welt- und Europameisterschaften am Start. Er lieferte dabei immer gute Kämpfe und war mehrmals einem Medaillengewinn nahe, der ihm aber doch nie gelang. Die besten Ergebnisse jener Jahre waren ein 5. Platz bei der Europameisterschaft 1978 in Oslo, ein 6. Platz bei der Europameisterschaft 1979 in Bukarest, wo ihm ein bemerkenswerter Sieg über den ungarischen Weltmeister Ferenc Kocsis gelang und siebte Plätze bei den Weltmeisterschaften 1977 in Göteborg und 1978 in Mexiko-Stadt.
Zum erfolgreichsten Jahr seiner Laufbahn wurde für Mikko dann das Jahr 1980. Zunächst wurde er bei der Europameisterschaft in Prievidza Vizeeuropameister und dann gewann er bei den Olympischen Spielen in Moskau die Bronzemedaille im Weltergewicht.
Im Jahr 1981 gewann Mikko dann auch eine Weltmeisterschafts-Medaille, als er in Oslo Vizeweltmeister hinter Alexander Kudrjawzew aus der UdSSR wurde und auf dem Weg dahin u. a. Roger Tallroth aus Schweden und erneut Fernec Kocsis, der 1980 auch Olympiasieger geworden war, besiegte.
Nach 1981 beendete Mikko Huhtala seine internationale Ringerlaufbahn. Er konzentrierte sich auf seine Berufsausbildung und ist heute als Entwicklungsingenieur tätig.

## Internationale Erfolge
(OS = Olympische Spiele, WM = Weltmeisterschaft, EM = Europameisterschaft, GR = griech.-röm. Stil, Le = Leichtgewicht, We = Weltergewicht, Mi = Mittelgewicht, damals bis 68 kg, 74 kg bzw. 82 kg Körpergewicht)
- 1970, 2. Platz, Junioren-EM (Cadets) in Huskvarna, GR (bis 65 kg Körpergewicht), hinter Andrzej Supron, Polen und vor Anatoli Bykow, UdSSR, Erich Klaus, BRD und Anders Pettersson, Schweden;
- 1972, 6. Platz, Junioren-EM in Hvar (Espoirs), G, Le, hinter Lars-Erik Skiöld, Schweden, Erich Klaus, Lothar Fleischmann, DDR, Kis, Jugoslawien und Iwanow, Bulgarien;
- 1974, 1. Platz, „CISM“-Militär-WM in Rom, GR, We, vor Tannehill, USA und Gian Matteo Ranzi, Italien;
- 1975, 2. Platz, Turnier in Helsinki, GR, We, hinter Veikko Lavonen und vor Esko Hindikka, bde. Finnland;
- 1975, 1. Platz, Turnier in Tel Aviv, GR, We, vor Zeev Siegelbaum, Israel und Heinrich Weiß, BRD;
- 1976, 6. Platz, EM in Leningrad, GR, We, mit Siegen über Andrzej Franas, Polen u. Gian Matteo Ranzi u. Niederlagen gegen Ferenc Kocsis, Ungarn und Iosif Berischwili, UdSSR;
- 1976, 4. Platz, OS in Montreal, GR, We, mit Siegen über Idalberto Barban, Kuba, Stanisław Krzesiński, Polen u. John Matthews, USA u. Niederlagen gegen Vitezlav Macha, CSSR und Karl-Heinz Helbing, BRD;
- 1977, 2. Platz, Großer Preis der Bundesrepublik Deutschland in Aschaffenburg, GR, We, hinter Gheorghe Ciobotaru, Rumänien und vor Stanislaw Krzesinski, Vojtislav Tabacki, Jugoslawien und Anatoli Bykow;
- 1977, 9. Platz, EM in Bursa, GR, We, nach Niederlagen gegen Vitešlav Macha und Janko Schopow, Bulgarien;
- 1977, 7. Platz, WM in Göteborg, GR, We, mit Siegen über Edy Brun, Schweiz, John Matthews und Tage Weirum, Dänemark und Niederlagen gegen Lennart Lundell, Schweden u. Janko Schopow;
- 1977, 2. Platz, Turnier in Helsinki, GR, We, hinter Jan Karlsson, Schweden und vor Karl-Heinz Helbing;
- 1978, 5. Platz, EM in Oslo, GR, We, mit Siegen über Konstantinopoulos, Griechenland, Jacques Van Lancker, Belgien und Daniel Emolin, Frankreich u. Niederlagen gegen Anatoli Bykow u. Gheorghe Ciobotaru;
- 1978, 7. Platz, WM in Mexiko-Stadt, GR, We, mit Siegen über Brian Renken, Kanada u. Georg Brötzner, Österreich u. Niederlagen gegen Stanislaw Krzesinski u. Ferenc Kocsis (Ringer)|Ferenc Kocsis;
- 1979, 6. Platz, EM in Bukarest, GR, We, mit Siegen über Fernec Kocsis, Jacques Van Lancker u. Gelal Taskiran, Türkei u. Niederlagen gegen Gheorghe Ciobotaru u. Nedko Nedew, Bulgarien;
- 1979, 11. Platz, WM in San Diego, GR, We, nach Niederlagen gegen Karl-Heinz Helbing u. Lennart Lundell;
- 1980, 2. Platz, EM in Prievidza, GR, We, mit Siegen über Kai Jägersgaard, Dänemark, Feleciano Mariotto, Italien, Francois Lassuye, Frankreich, Attila Nadasi, Ungarn, Karl-Heinz Helbing u. Wjatscheslaw Mkrytschew, UdSSR u. einer Niederlage gegen Nedko Nedew;
- 1980, Bronzemedaille, OS in Moskau, GR, We, mit Siegen über Idalberto Barban, Lufti Ahmed, Irak u. Wiesław Dziadura, Polen u. Niederlagen gegen Ferenc Kocsis (Ringer)|Ferenc Kocsis u. Anatoli Bykow;
- 1980, 3. Platz, EG-Meisterschaft in Sönderborg, GR, Mi, hinter Siegfried Seibold, BRD u. Klaus Mysen, Norwegen u. vor Kai Jägersgaard u. Georges Marx, Frankreich;
- 1981, 5. Platz, EM in Göteborg, GR, Mi, mit Siegen über Klaus Mysen, Leif Andersson, Schweden u. Karolj Kopas, Jugoslawien u. Niederlagen gegen Ion Draica, Rumänien und Gennadi Korban, UdSSR;
- 1981, 2. Platz, WM in Oslo, GR, We, mit Siegen über Roger Tallroth, Schweden, Ferenc Kocsis (Ringer)|Ferenc Kocsis u. Feleciano Mariotto u. Niederlagen gegen Wiesław Dziadura u. Alexander Kudrjawzew, UdSSR

## Finnische Meisterschaften
- 1974, 2. Platz, GR, We, hinter Veikko Lavonen u. vor Juhani Hakola,
- 1975, 3. Platz, GR, We, hinter Juhani Hakola u. Veikko Lavonen,
- 1976, 1. Platz, GR, We, vor Ersko Hindikka u. Markku Yli-Isotalo,
- 1977, 1. Platz, GR, We, vor Olavi Vainio u. Juhani Jaatinen,
- 1978, 1. Platz, GR, We, vor Tatu Kangas u. Matti Övermark,
- 1979, 1. Platz, GR, Mi, vor Markku Latvala u. Juhani Jaatinen,
- 1980, 1. Platz, GR, We, vor Timo Lehto u. Tatu Kangas,
- 1981, 3. Platz, GR, Mi, hinter Jarmo Övermark u. Jari Salomäki,
- 1982, 2. Platz, GR, Mi, hinter Jarmo Övermark u. vor Jari Salomäki